# هاله (ترانه بیانسه)
"هاله"(به انگلیسی: Halo) یک ترانه از خواننده آراندبی آمریکایی بیانسه و از سومین آلبوم استودیویی وی من...ساشا فیرس هستم است. این ترانه ۲۳ ژانویه ۲۰۰۹ در آمریکا پخش شد.